# 董万瑞
董万瑞（1941年3月—2017年2月9日），山西省翼城县中卫乡董家坡人，后定居江苏省南京市.中国人民解放军中将。

## 生平
早年参加中国人民解放军。曾任步兵某师师长。1993年任陆军第三十一集团军军长。1996年任南京军区副司令员，并兼任南京军区国防动员委员会常务副主任、南京军区党委常委。1997年晋升中将军衔。他是第十届全国人大代表，任内曾提出《中华人民共和国国防动员法》立法提案。
1998年8月至9月, 在九八抗洪中，董万瑞奉南京军区命令，担任南京军区九江抗洪前线总指挥，是取得九江抗洪胜利的主要功臣之一。董万瑞的儿子董三榕时任陆军第三十一集团军某部少尉排长，当时与父亲在同一个大堤上抗洪抢险，被传为佳话。
董万瑞还是军事题材电视剧《DA师》的总顾问。
2017年2月9日，董万瑞在南京病逝，享年75岁。